# Принс-Руперт (Британська Колумбія)
Принс-Руперт (англ. Prince Rupert) — портове місто з площею 54,93 км² в канадській провінції Британська Колумбія, регіон Норт-Коаст. Місто налічує 12 508 мешканців (2011 р.), густота населення складає 227,7 чол/км².

## Географія
Місто розташоване на острові Каєн (англ. Kaien) на північ від гирла річки Скіна і приблизно за 770 км на північ від міста Ванкувера.
Знаходиться вкінці шосе Єлловгед, за 144 км на захід від містечка Террейс і 717 км на захід від Принс-Джорджа.

### Клімат
Місто знаходиться у зоні, котра характеризується морським кліматом. Найтепліший місяць — серпень із середньою температурою 13.8 °C (56.9 °F). Найхолодніший місяць — січень, із середньою температурою 2.4 °С (36.3 °F).
| Клімат Принс-Руперта    | Клімат Принс-Руперта | Клімат Принс-Руперта | Клімат Принс-Руперта | Клімат Принс-Руперта | Клімат Принс-Руперта | Клімат Принс-Руперта | Клімат Принс-Руперта | Клімат Принс-Руперта | Клімат Принс-Руперта | Клімат Принс-Руперта | Клімат Принс-Руперта | Клімат Принс-Руперта | Клімат Принс-Руперта |
| Показник                | Січ.                 | Лют.                 | Бер.                 | Квіт.                | Трав.                | Черв.                | Лип.                 | Серп.                | Вер.                 | Жовт.                | Лист.                | Груд.                | Рік                  |
| Абсолютний максимум, °C | 17,6                 | 18,9                 | 18,5                 | 25,5                 | 27,9                 | 31,1                 | 27,8                 | 28,7                 | 27                   | 21,7                 | 18,9                 | 18,9                 | 31,1                 |
| Середній максимум, °C   | 5,6                  | 6,1                  | 7,7                  | 10,2                 | 12,6                 | 14,7                 | 16,2                 | 17                   | 14,9                 | 11,1                 | 7,3                  | 5,5                  | 10,8                 |
| Середня температура, °C | 2,4                  | 2,7                  | 4,2                  | 6,4                  | 9                    | 11,6                 | 13,4                 | 13,8                 | 11,5                 | 8                    | 4,3                  | 2,7                  | 7,5                  |
| Середній мінімум, °C    | −0,8                 | −0,7                 | 0,6                  | 2,5                  | 5,4                  | 8,4                  | 10,5                 | 10,6                 | 8                    | 4,9                  | 1,3                  | −0,2                 | 4,2                  |
| Абсолютний мінімум, °C  | −24,4                | −18,1                | −17,2                | −7,1                 | −3,7                 | 1,1                  | 2,8                  | 2,8                  | −2,2                 | −11,3                | −20,6                | −22,8                | −24,4                |
| Норма опадів, мм        | 276.3                | 185.6                | 199.6                | 172.4                | 137.6                | 108.8                | 118.7                | 169.1                | 266.3                | 373.6                | 317                  | 294.2                | 2619.1               |
| Днів з опадами          | 20,8                 | 18,7                 | 21,7                 | 19,7                 | 18,5                 | 17,9                 | 16,8                 | 16,9                 | 18,7                 | 24,3                 | 23,1                 | 22,6                 | 239,7                |
| Днів з дощем            | 20,4                 | 16,4                 | 20,3                 | 19,4                 | 18,3                 | 17,3                 | 17,5                 | 17,5                 | 19,8                 | 24,2                 | 23,4                 | 21,5                 | 235,9                |
| Днів зі снігом          | 7,3                  | 5,2                  | 4,6                  | 1,8                  | 0,1                  | 0                    | 0                    | 0                    | 0                    | 0,2                  | 2,9                  | 5,5                  | 27,6                 |
| Вологість повітря, %    | 84                   | 85                   | 80                   | 79                   | 81                   | 84                   | 86                   | 87                   | 87                   | 85                   | 84                   | 87                   | 84                   |
| ----------------------- | -------------------- | -------------------- | -------------------- | -------------------- | -------------------- | -------------------- | -------------------- | -------------------- | -------------------- | -------------------- | -------------------- | -------------------- | -------------------- |
| Джерело: Weatherbase    |                      |                      |                      |                      |                      |                      |                      |                      |                      |                      |                      |                      |                      |

## Історія
Чарльз Мелвілл Гейс (англ. Charles Melville Hays), головний менеджер залізниці «Гранд-Транк-Пасифік» (англ. Grand Trunk Pacific Railway) в 1910 р. об'єднав місто. Місто було названо на честь Рупрехта Пфальцького (нім. Ruprecht von der Pfalz, Herzog von Cumberland, англ. Prince Rupert of the Rhine, Duke of Cumberland), герцога Камберлендського, небожа короля Англії Карла I. Чарльз Гейс хотів збільшити містечко, однак сам загинув в аварії Титаніка в 1912 р.